# Peridea
Peridea là một chi bướm đêm thuộc họ Notodontidae.

## Các loài
- Peridea anceps  (Goeze, 1781)
- Peridea korbi  (Rebel, 1918)
- Peridea monetaria  (Oberthür, 1879)
- Peridea lativitta  (Wileman, 1911)
- Peridea dichroma Kiriakoff, 1959
- Peridea elzet Kiriakoff, 1963
- Peridea hoenei Kiriakoff, 1963
- Peridea graeseri  (Staudinger, 1892)
- Peridea aliena  (Staudinger, 1892)
- Peridea moltrechti  (Oberthür, 1911)
- Peridea grahami  (Schaus, 1928)
- Peridea gigantea Butler, 1877
- Peridea oberthueri  (Staudinger, 1892)
- Peridea sikkima  (Moore, 1879)
- Peridea albipuncta  (Gaede, 1930)
- Peridea basitriens  (Walker, 1855)
- Peridea angulosa  (Smith, 1797)
- Peridea ferruginea  (Packard, 1864)

## Hình ảnh

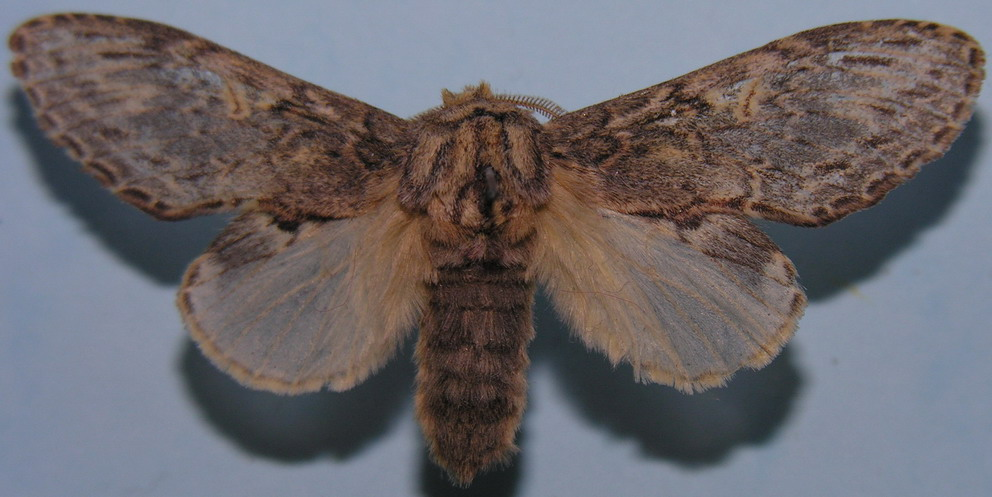